# NIFREL
NIFREL（ニフレル）は、日本の大阪府吹田市千里万博公園内 に所在する博物館。水族館を主体として動物園や美術館を融合させた博物館といえる。
三井不動産がエキスポランド跡地を再開発した複合商業施設「EXPOCITY」に属する施設の一つである。水族館は、人工海水を使った内陸型で、海遊館が展示プロデュースする。

## 概要
1990年から大阪市で水族館を運営している海遊館によるプロデュースの下で、「生きているミュージアム」との呼び名を持つ施設で、日本動物園水族館協会に加盟。「感性にふれる」をコンセプトに、従来の水族館、動物園、美術館のジャンルを超えて、アートの要素も取り入れた生き物の美しさ不思議さを直感的に表現した、子どもから大人まで感性を豊かにする展示を行っている。そのため、水族館でよく飼育されている魚類や水辺の生物に限らず、哺乳類や鳥類も飼育している。
名称のNIFRELは、コンセプトの「感性にふれる」から採用した。ロゴマークは、進化する生物とEXPOCITYのゲートとしての役割をイメージして、頭文字のnを図案化した水色のものが制定された。
オープン当初は、館内を7つのテーマゾーンで構成。いずれのゾーンにも、「生き物たちの一番面白い特徴や特性を知るための謎かけ」として、夏井いつき（俳人）の監修による「生きもの五七五」（飼育する生物の特徴や性格を俳句で表現した種名版）をすべての水槽に掲示している。その一方で、展示内容を全面的に変更できる「可変性」をあらかじめ一部のゾーンに備えているため、該当するゾーンではオープン後にテーマゾーンを随時増設している。
建物は鉄骨造（一部はSRC造、RC造）3階建てで、竹中工務店が施工。通算の入場者数については、2016年4月9日（土曜日）に100万人、オープン1周年直前の同年11月8日（火曜日）に200万人 を記録した。
その一方で、2016年にはテトラオドン・ショウテデニィ（本来はコンゴ川流域に生息する小型のフグ）、パオ・アベイ、パオ・スバッティ（いずれも本来はメコン川の流域に生育する小型のフグ）、2019年にはマミズフグの自然繁殖に世界で初めて成功。2020年12月には、日本動物園水族館協会の会員としては初めて、以上4種類のフグにおける自然繁殖の成功が同協会から正式に認定された。

## 8つのゾーン
- 「いろ」にふれる

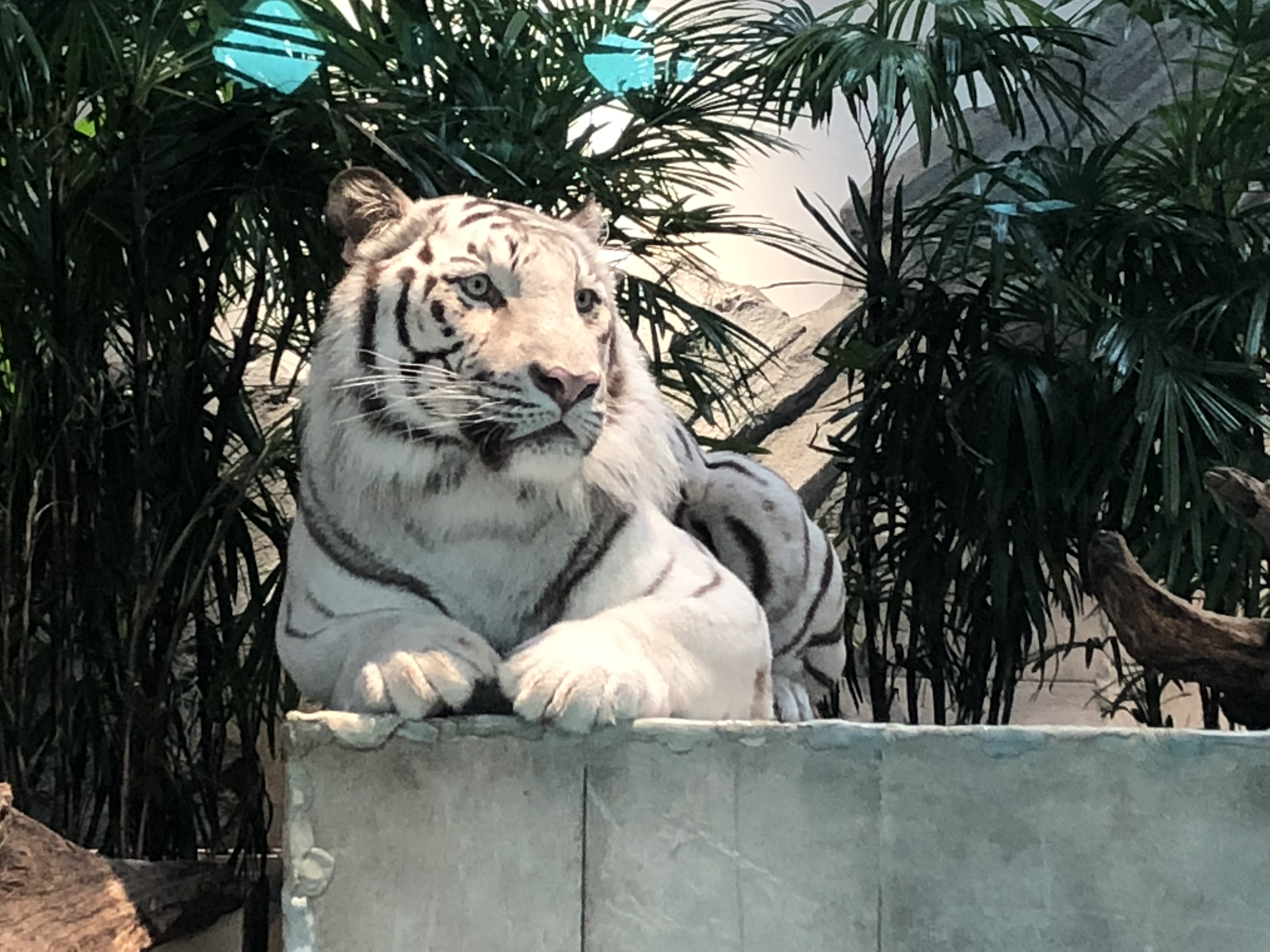
NIFRELのホワイトタイガー

  - 展示生物 - カクレクマノミ、ルリスズメダイ、モンガラカワハギ、ハタタテハゼ、バイカラードッティバック、シロボシアカモエビなど。
- 「わざ」にふれる
  - 展示生物 - メガネモチノウオ、テッポウウオ、オオテンジクザメ、コバンザメ、トラフザメ、カラスエイ、オジサン、ヨツメウオ、ゴンズイ、アメリカカブトガニ、ヒオウギガイ、モンハナシャコ、マダコ、キンチャクガニ、メガネカラッパなど。
- 「すがた」にふれる※現在はおよぎにふれるに変更
  - 展示生物 - チンアナゴ、ネッタイミノカサゴ、ボロカサゴ、ハリセンボン、コンゴウフグ、マツカサウオ、ヘコアユ、ヒゲハギ、ダイオウグソクムシ、オウムガイ、ゾウリエビ、ウチワエビなど[7]。
- 「およぎ」にふれる
- 「かくれる」にふれる
  - 展示生物 - エボシカメレオン、ハナカマキリ、フトアゴヒゲトカゲなど
  - 前述した事情で、2019年3月1日から新設。タテジマキンチャクダイの幼魚の模様を、壁面・天井・床面のデザインに採用している[3]。
- 「みずべ」にふれる 
  - 展示生物 - イリエワニ、ミニカバ、ホワイトタイガー、ピラルクーなど。
  - オープン当初から2019年の初頭までは、「ぷいぷい水槽」（MBSテレビ平日午後の情報番組『ちちんぷいぷい』とのコラボレーションによる水槽）を一角に設置していた[* 2]。この水槽が設置されていたゾーンに「『かくれる』にふれる」ゾーンを新設することに伴って、同年3月から、当施設のオープン以来初めて展示ゾーンを変更。
- 「うごき」にふれる
  - 展示生物 - ワオキツネザル、カピバラ、アメリカビーバー、コツメカワウソ、オニオオハシ、ケープペンギン、アナホリフクロウ、オウギバト、モモイロペリカン（2021年7月まで）、シロムネオオハシ、シャローエボシドリ、アカガシラエボシドリ、オシドリ、インドクジャク、ケヅメリクガメ、アルダブラゾウガメ、スッポンモドキ、パルマワラビー
  - 入口付近には、マチカネワニの模型が壁から突出しており、開館当初はフォトスポットとなっていたが、リクガメの展示場が新設されてからは、真下での撮影が不可になった。
- 「つながり」にふれる - 壁と床の二面スクリーンで立体的な映像を楽しめる。
- WONDER MOMENTS - 世界初の球体とフロアのプロジェクションによるインタラクティブな体感型アート空間。LUCENT代表のアーティスト松尾高弘が手がける。
- ひびきにふれる［2021.11.19-2022.9.4］ SONY×nifrelの特別展。上映時間7分。

## アクセス
- 大阪モノレール万博記念公園駅徒歩2分